# Č
Cette page contient des caractères spéciaux ou non latins. S’ils s’affichent mal (▯, ?, etc.), consultez la page d’aide Unicode.
Č, en minuscule č, la lettre C diacritée d'un hatchek, est une lettre utilisée dans les alphabets berbère (notamment pour le kabyle), bosnien, croate, letton, lituanien, oudi, same skolt, slovaque, slovène, tchèque, wakhi et wallon.
Il est également présent dans l’alphabet łacinka du biélorusse, et dans les formes latines des alphabets macédonien, monténégrin et serbe pour lesquelles il est l'équivalent de la lettre Ч de l'alphabet cyrillique.

## Utilisation
En français, ‹ č › est uniquement utilisé dans certains mots d’emprunt et n’est pas traditionnellement considéré comme faisant partie de l’alphabet.
Dans presque toutes les langues qui l'utilisent, « č » est utilisé pour transcrire le son [tʃ].
En same skolt, il transcrit le son [t͡ʃ].

## Représentations informatiques
Le C caron peut être représenté avec les caractères Unicode suivants :
- précomposé (latin étendu A)[1] :

| formes    | représentations | chaînes de caractères | points de code | descriptions                    |
| --------- | --------------- | --------------------- | -------------- | ------------------------------- |
| capitale  | Č               | Č                     | U+010C         | lettre majuscule latine c caron |
| minuscule | č               | č                     | U+010D         | lettre minuscule latine c caron |

- décomposé (latin de base, diacritiques) :

| formes    | représentations | chaînes de caractères | points de code | descriptions                                |
| --------- | --------------- | --------------------- | -------------- | ------------------------------------------- |
| capitale  | Č               | C◌̌                    | U+0043 U+030C  | lettre majuscule latine c diacritique caron |
| minuscule | č               | c◌̌                    | U+0063 U+030C  | lettre minuscule latine c diacritique caron |